# Veress Zoltán (mérnök)
Veress Zoltán (Marosvásárhely, 1901. július 19. – Budapest, 1965. október 16.) Kossuth-díjas vegyészmérnök.

## Családja
Veress Ferenc fényképész, feltaláló unokája, Veress Zoltán festőművész és Kozma Erzsébet szobrászművész fia.

## Élete és munkássága
A budapesti műegyetemen végzett. 1925 és 1935 között a műegyetemen, illetve az Iparművészeti Iskolában volt tanársegéd. Gyártási eljárást dolgozott ki tűzálló üvegre, a gyártásra 1940-ben megalapította a Karcagi Üveggyárat. (A jelenlegi Berekfürdő területén található gyár már nem üzemel). 1950-től a Karcagi Üveggyár műszaki vezetője volt. 1955-ben Kossuth-díjat kapott a rádióadócsövek gyártásához szükséges, fémekkel forrasztható üvegek előállításának megoldásáért.
A Berekfürdői Általános Iskola 1997-ben vette fel a Kossuth-díjas vegyészmérnök nevét.